# Norberčany
Norberčany (en allemand : Nürnberg) est une commune du district et de la région d'Olomouc, en République tchèque. Sa population s'élevait à 249 habitants en 2023.

## Géographie
Norberčany se trouve à 8 km au sud-est de Moravský Beroun, à 25,5 km au nord-est d'Olomouc, à 90 km au nord-est de Brno et à 224 km à l'est-sud-est de Prague.
La commune est limitée par Dvorce au nord-est, par Budišov nad Budišovkou à l'est, par Město Libavá au sud, par Domašov nad Bystřicí au sud-est et par Moravský Beroun au nord-ouest.

## Histoire
La première mention écrite de la localité date de 1397. De 1890 à 1910, la commune porta le nom de Norbertčany.

## Administration
La commune se compose de quatre sections :
- Norberčany
- Nová Véska
- Stará Libavá
- Trhavice

## Transports
Par la route, Norberčany se trouve à 8 km de Moravský Beroun, à 24 km de Šternberk, à 32 km d'Olomouc, à 111 km de Brno et à 267 km de Prague.